# Schönebeck (Elben)
Schönebeck (Elben) er den største by i Salzlandkreises i den tyske delstat Sachsen-Anhalt.

## Geografi
Byen Schönebeck ligger øst for Magdeburger Börde ved floden Elben, omkring 15 km syd for delstatshovedstaden Magdeburg. Bycenteret ligger i en højde af 50-52 moh. og stiger lidt mod vest. De øst for Elben liggende bydele ligger i en højde omkring 47-48 moh. Middelvandstanden i Elben er på stedet 46,5 m,og den højeste målte vandstand (1845) lå på 50,07 m. Derfor er de østlige bydele beskyttet af diger.
Højeste punkter er Hummelberg , der er 94,4 m, og Frohser Berge der er 115,5 m.

### Nabokommuner
Schönebeck grænser (i retning med uret, begyndende i nord) til Magdeburg, Gommern, Plötzky, Pretzien, Ranies, Pömmelte, Gnadau, Bördeland.

### Bydele og landsbyer
- Altstadt
- Bad Salzelmen
- Elbenau
- Felgeleben
- Frohse
- Grünewalde
- Neustadt
- Sachsenland